# Mollégès
Mollégès [mɔleʒɛs] est une commune française, située dans le département des Bouches-du-Rhône en région Provence-Alpes-Côte d'Azur.
Ses habitants sont appelés les Mollégeois et les Mollégeoises.

## Géographie

### Situation
Commune située au nord du département des Bouches-du-Rhône au pied du versant nord de la chaîne des Alpilles. L'agglomération, qui compte 2 662 habitants (année 2020), s'est développée dans une plaine, à vocation agricole dont la fertilité est liée à la proximité des eaux de la Durance et à des nappes phréatiques connexes abondantes.
Sa position favorable non loin d'Avignon (23 km) et à proximité de Cavaillon (à 10 km), du Massif du Luberon et de Saint-Rémy-de-Provence (à 13 km), aux portes du Massif des Alpilles, a favorisé, depuis une dizaine d'années, le développement d'un tourisme, privilégiant la qualité de l'accueil et la préservation du patrimoine naturel et culturel.

### Hydrographie
La commune est arrosée par la Roubine de Tiran.

### Climat
Pour des articles plus généraux, voir Climat de Provence-Alpes-Côte d'Azur et Climat des Bouches-du-Rhône.
En 2010, le climat de la commune est de type climat méditerranéen franc, selon une étude du Centre national de la recherche scientifique s'appuyant sur une série de données couvrant la période 1971-2000. En 2020, Météo-France publie une typologie des climats de la France métropolitaine dans laquelle la commune est exposée à un climat méditerranéen et est dans la région climatique  Provence, Languedoc-Roussillon, caractérisée par une pluviométrie faible en été, un très bon ensoleillement (2 600 h/an), un été chaud (21,5 °C), un air très sec en été, sec en toutes saisons, des vents forts (fréquence de 40 à 50 % de vents > 5 m/s) et peu de brouillards. 
Pour la période 1971-2000, la température annuelle moyenne est de 14 °C, avec une amplitude thermique annuelle de 17,4 °C. Le cumul annuel moyen de précipitations est de 646 mm, avec 5,9 jours de précipitations en janvier et 2,3 jours en juillet. Pour la période 1991-2020, la température moyenne annuelle observée sur la station météorologique de Météo-France la plus proche, « Eyragues », sur la commune d'Eyragues à 10 km à vol d'oiseau, est de 15,2 °C et le cumul annuel moyen de précipitations est de 631,8 mm. 
La température maximale relevée sur cette station est de 42,2 °C, atteinte le 28 juin 2019 ; la température minimale est de −9,9 °C, atteinte le 2 mars 2005,,. 
Les paramètres climatiques de la commune ont été estimés pour le milieu du siècle (2041-2070) selon différents scénarios d'émission de gaz à effet de serre à partir des nouvelles projections climatiques de référence DRIAS-2020. Ils sont consultables sur un site dédié publié par Météo-France en novembre 2022.

## Urbanisme

### Typologie
Au 1er janvier 2024, Mollégès est catégorisée bourg rural, selon la nouvelle grille communale de densité à 7 niveaux définie par l'Insee en 2022.
Elle appartient à l'unité urbaine d'Avignon, une agglomération inter-régionale dont elle est une commune de la banlieue,. La commune est en outre hors attraction des villes,.

### Occupation des sols
L'occupation des sols de la commune, telle qu'elle ressort de la base de données européenne d’occupation biophysique des sols Corine Land Cover (CLC), est marquée par l'importance des territoires agricoles (91,3 % en 2018), en diminution par rapport à 1990 (93,8 %). La répartition détaillée en 2018 est la suivante : 
zones agricoles hétérogènes (45,9 %), cultures permanentes (45,2 %), zones urbanisées (8,7 %), terres arables (0,2 %). L'évolution de l’occupation des sols de la commune et de ses infrastructures peut être observée sur les différentes représentations cartographiques du territoire : la carte de Cassini (XVIIIe siècle), la carte d'état-major (1820-1866) et les cartes ou photos aériennes de l'IGN pour la période actuelle (1950 à aujourd'hui).

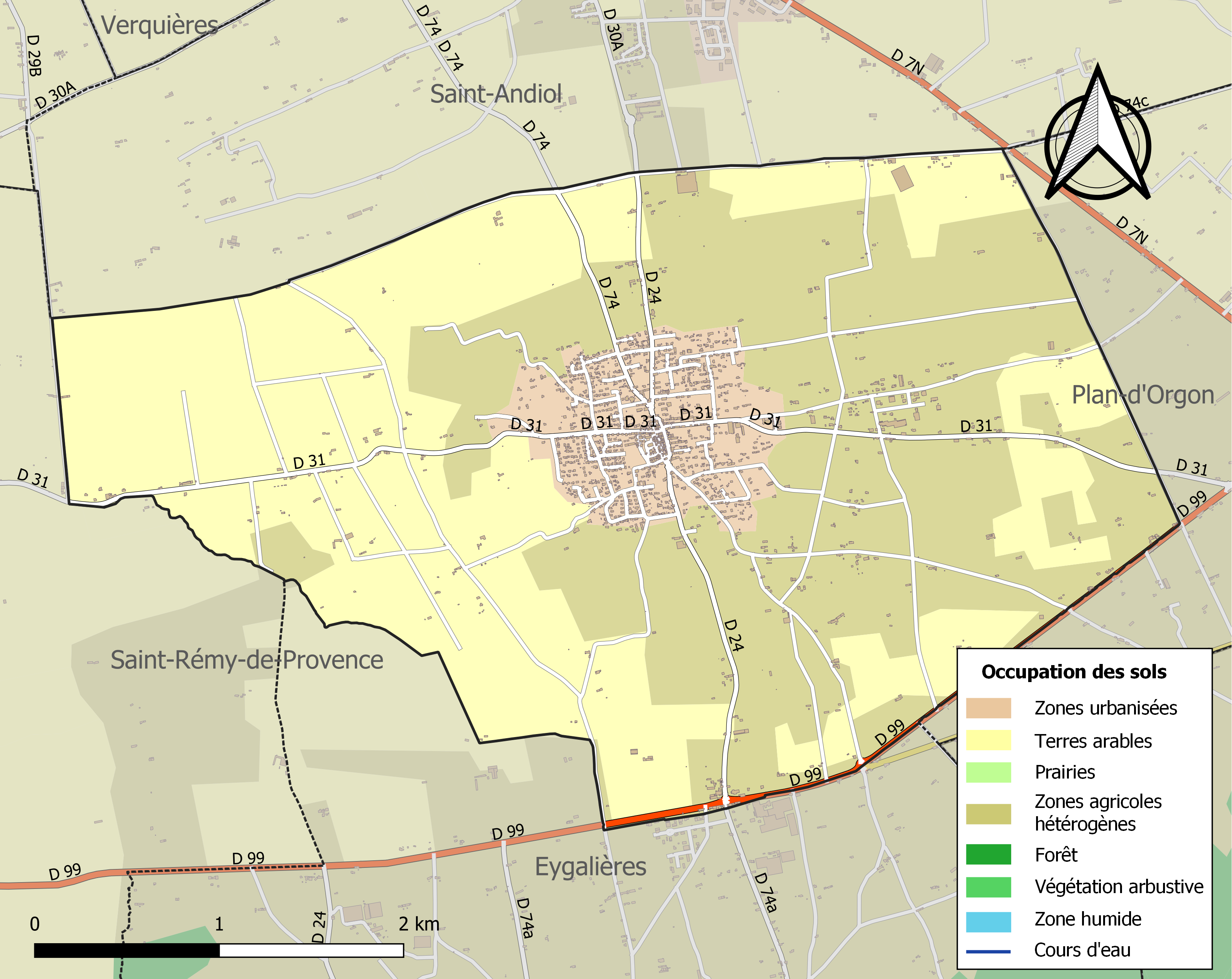
Carte des infrastructures et de l'occupation des sols de la commune en 2018 (CLC).

## Histoire

### Faits historiques
La spécificité géologique et topographique sont des facteurs importants qui ont influencé la vie et les activités économiques des premiers occupants du lieu.
Le nom Mollégès vient de molle gesium (terres molles), traduit très fidèlement le lien entre la commune actuelle et son terroir originel, que la main de l'homme n'a cessé de modeler et de valoriser au fil des siècles.
La zone de terres humides ou marécageuses (dites paluds en provençal), ont permis aux premiers occupants des lieux de tirer parti de précieuses ressources en eau, mais aussi de pouvoir se protéger vis-à-vis de menaces ou de convoitises extérieures.
À l'époque romaine, la présence de marais est déjà mise à profit au travers d'activités agricoles, de pèche, d'exploitation des ressources végétales naturelles. Des fouilles ont révélé la présence d'un aqueduc souterrain et d'une villa.
La proximité de Glanum (actuelle Saint-Rémy-de-Provence), implantation romaine importante, et de voies romaines stratégiques via Aurelia et via Domitia ont probablement favorisé les prémices d'activités agricoles et pastorales.
Vers l'an mil, Mollégès n'est qu'un modeste ensemble de cabanes et de bergeries environnant la chapelle Saint-Thomas. Le territoire est une sorte d'enclave du diocèse d'Arles dans celui d'Avignon et dépend de l'abbaye de Montmajour. Les moines entreprennent des travaux d'assèchement et construisent une église dédiée à leur saint patron « saint Pierre ès liens ». Au XIIe siècle la construction de l'abbaye draine autour d'elle l'habitat.
La mort de la reine Jeanne Ire ouvre une crise de succession à la tête du comté de Provence, les villes de l’Union d'Aix (1382-1387) soutenant Charles de Duras contre Louis Ier d'Anjou. Le village de Mollégès est conquis dès 1383 par une armée de Marie de Blois, veuve de Louis Ier, qui arrive en Provence pour défendre les intérêts de son fils Louis II. Cependant, le village se révolte, est maté en juin 1385, puis une ordonnance de confiscation des biens des insoumis est prononcée en octobre, malgré l’amende honorable des habitants.

### Les Dames de Mollégès
L'an 1208 est une date clé de l'histoire du village avec la fondation de l'abbaye Sainte-Marie par Sacristane des Porcellets. Issue d'une branche cadette de cette grande famille seigneuriale de Provence, elle est la fille de Hugues Sacrestan des Porcellets, présent à la cour du roi Alphonse II d'Aragon vers 1176. Sacristane qui avait acquis de nombreux biens dans la région d'Arles avait aussi reçu des archevêques d'Arles le fief de Mollégès. Elle épouse en 1206 Bertrand Raimbaud de Simiane, seigneur d'Apt. L'abbaye ne sera achevée qu'en 1218, date à laquelle Sacristane séparée de son mari lègue tous ses biens au monastère dont elle devient seconde abbesse. Les religieuses se trouvent ainsi détenir les 3/4 de Mollégès, le dernier 1/4 appartenant au seigneur laïc.
Du XIIIe au XVe siècle, cette abbaye bénédictine va acquérir une renommée importante dans toute la Provence, du fait des actions menées pour la valorisation et la prospérité du terroir ; mais aussi par une ferme volonté d'autonomie vis-à-vis des fiefs environnants. Durant cette période faste, l'abbaye compte une cinquantaine de moniales souvent issues de familles nobles d'où le nom qui leur est conféré de « Dames de Mollégès ».
Des épisodes troublés menacent la pérennité de l'abbaye comme la peste, les épidémies, les guerres ou le brigandage. En 1436 les moniales quittent définitivement Mollégès. L'abbaye est alors rattachée à l'abbaye royale de Sainte-Croix d'Apt qui continuera à percevoir les 3/4 des revenus de Mollégès. En 1664, Louis XIV accorde à l'abbesse de Saint-Croix, Dame de Mollégès, le droit de rétention par prélation appartenant à la Couronne sur la moitié de la quatrième part. De fait, la part du co-seigneur de Mollégès se réduisit au huitième de la seigneurie tandis que les « Dames de Mollégès » en avaient les sept-huitièmes.
Au XVIe siècle, l'abbaye fut transformée et acquit la façade qu'on lui connaît. Château seigneurial, elle est la résidence des Châteauneuf-Mollégès où les abbesses conservent le droit d'albergue.

### Époque moderne et contemporaine
En 1887, la ville se dote d'une gare, située sur la ligne de Tarascon à Orgon. Située 2 km au sud de la ville, un nouveau quartier dit "Mollégès-Gare" voit le jour. La ligne fermera en 1950.

## Politique et administration

### Liste des maires
| Période                                  | Période          | Identité           | Étiquette | Qualité |
| ---------------------------------------- | ---------------- | ------------------ | --------- | --- |
| 23 septembre 1900                        | 10 mai 1905      | Antoine Clavel     |           | |
| 10 mai 1905                              | 30 novembre 1919 | Paul Manson        |           | |
| 30 novembre 1919                         | 24 novembre 1926 | Raymond de Bonfils |           | |
| 24 novembre 1926                         | 15 mai 1929      | Louis Chabaud      |           | |
| 15 mai 1929                              | 5 avril 1941     | Laurent Magnan     |           | |
| 5 avril 1941                             | 9 novembre 1944  | Louis Chabaud      |           | |
| 9 novembre 1944                          | 19 mai 1945      | Jean Pichotin      |           | |
| 20 mai 1945                              | 8 mars 1959      | Laurent Magnan     |           | |
| 8 mars 1959                              | 14 mars 1971     | Paul Magnan        |           | |
| 14 mars 1971                             | 13 mars 1983     | Charles Pichotin   |           | |
| 13 mars 1983                             | 2020             | Maurice Brès       | DVD       | Agriculteur retraité Conseiller général du canton d'Orgon (2001 → 2015) 12e vice-président de la CA Terre de Provence (2014 → ) Chevalier de la Légion d'honneur  |
| juin 2020                                | En cours         | Corinne Chabaud    | LR        | Vice-présidente du Conseil départemental des Bouches-du-Rhône canton de Châteaurenard Présidente de la Communauté d'agglomération Terre de Provence (depuis 2020) |
| Les données manquantes sont à compléter. |                  |                    |           | |

## Population et société

### Démographie
L'évolution du nombre d'habitants est connue à travers les recensements de la population effectués dans la commune depuis 1793. Pour les communes de moins de 10 000 habitants, une enquête de recensement portant sur toute la population est réalisée tous les cinq ans, les populations de référence des années intermédiaires étant quant à elles estimées par interpolation ou extrapolation. Pour la commune, le premier recensement exhaustif entrant dans le cadre du nouveau dispositif a été réalisé en 2008.

En 2022, la commune comptait 2 651 habitants, en évolution de +2,71 % par rapport à 2016 (Bouches-du-Rhône : +2,48 %, France hors Mayotte : +2,11 %).
| 1793 | 1800 | 1806 | 1821 | 1831 | 1836 | 1841 | 1846 | 1851 |
| ---- | ---- | ---- | ---- | ---- | ---- | ---- | ---- | ---- |
| 514  | 506  | 582  | 648  | 646  | 684  | 684  | 700  | 728  |

| 1856 | 1861 | 1866 | 1872 | 1876 | 1881 | 1886 | 1891 | 1896 |
| ---- | ---- | ---- | ---- | ---- | ---- | ---- | ---- | ---- |
| 813  | 831  | 820  | 785  | 761  | 752  | 795  | 745  | 758  |

| 1901 | 1906 | 1911 | 1921 | 1926 | 1931 | 1936 | 1946 | 1954  |
| ---- | ---- | ---- | ---- | ---- | ---- | ---- | ---- | ----- |
| 792  | 808  | 800  | 736  | 770  | 797  | 845  | 887  | 1 027 |

| 1962  | 1968  | 1975  | 1982  | 1990  | 1999  | 2006  | 2008  | 2013  |
| ----- | ----- | ----- | ----- | ----- | ----- | ----- | ----- | ----- |
| 1 107 | 1 132 | 1 048 | 1 354 | 1 862 | 2 168 | 2 390 | 2 453 | 2 527 |

| 2018  | 2022  | - | - | - | - | - | - | - |
| ----- | ----- | - | - | - | - | - | - | - |
| 2 608 | 2 651 | - | - | - | - | - | - | - |

### Cultes et religion
Pour le culte catholique, Mollégès fait partie de l'unité pastorale de Saint-Rémy-de-Provence, au sein du diocèse d'Aix et Arles.

### Manifestations culturelles et festivités
- Fêtes de la Saint-Éloi : fête de village sur deux jours. Course de la Charrette et bénédiction avec de très nombreux chevaux (le dimanche). Garnie de branches de peupliers et d'orneaux, la carreto ramado fait son entrée au galop dans le village le samedi soir. Le dimanche matin, les dames costumées accompagnent les charretiers pour honorer le terroir et perpétuer la tradition.
- Fête de la Saint-Pierre à la mi-juillet.

### Personnalités liées à la commune
- Jean Drucker, né le 12 août 1941 à Vire (Calvados) et mort d'une crise cardiaque à Mollégès le 18 avril 2003, était un dirigeant de télévision français.
- Guy Marchand, acteur, chanteur, musicien et écrivain français s'y était installé et y vivait lors de son décès le 15 décembre 2023[22].

### Héraldique
| Armes de Mollégès | Les armes peuvent se blasonner ainsi : De sinople à trois molettes d'or posées en bande. |

## Économie

### Agriculture
Mollégès fait partie de la zone de production du vin d'indication géographique protégée « alpilles », anciennement appelé « vin de pays de la Petite Crau ». Cependant la production a quasiment disparu de cette zone.

## Culture et patrimoine
- Église Saint-Pierre-ès-Liens de Mollégès
- Statue du cheval de trait
- Chapelle Saint-Thomas